# Coronopus navasii
Coronopus navasii es una hierba perenne y rastrera de la familia Brassicaceae, perteneciente al elemento oromediterráneo subhúmedo. Endemismo de la provincia de Almería, Andalucía, España, en peligro crítico de extinción.

## Etimología
Corónopus m.; griego koronópus, -odos m.; lat. Coronopus, -odis m.; en Dioscórides, una hierba que se extiende por la tierra, de hojas hendidas; puede ser la hierba estrella (Plantago coronopus L., plantaginaceae). En Plinio el Viejo sería una planta espinosa de tallo serpenteante.

## Morfología
Desarrolla una raíz pivotante hasta los 2 metros de profundidad. Su cepa es leñosa, subterránea y gruesa, hasta 1 cm de diámetro, muy ramificada. Tallos de hasta unos 30 cm. Hojas simples y pinnatisectas. Inflorescencias en racimos laterales y cortos, con pequeñas flores blancas, hermafroditas, con 6 estambres, cruciformes, con 4 sépalos y 4 pétalos separados. El fruto tiene forma de cápsula, bivalvo en silicua angustisepta, ovado-suborbicular, indehiscente y reticulada, de estilo corto. Produce 1 semilla por lóculo, de unos 1,2 mm.

## Vida y reproducción
Es un hemicriptófito rosulado. Sus yemas invernales situadas en la zona del cuello soportan los rigores de la congelación o la sequía. Su parte aérea se desarrolla en verano, floreciendo entre junio y agosto, fructificando hacia el mes de septiembre. Las semillas son dispersadas con la ayuda del ganado que pasta en su entorno.

## Hábitat
Crece en depresiones arcillosas con encharcamientos estacionales y en suelos con elevada nitrificación.

## Endemia
Se localiza exclusivamente en algunas charcas de la Sierra de Gádor de la provincia de Almería, hacia los 1800 m s. n. m.: Charca del Sabinar, Llano de la Estrella y Balsa del Caparidán.